# 青木俊直
青木 俊直（あおき としなお、1960年8月18日 - ）は、日本の漫画家、イラストレーター、キャラクターデザイナー、アニメーター。
東京都出身。筑波大学基礎工学類卒業。妻は漫画家の谷川史子。

## 経歴
『ウゴウゴルーガ』、『なんでもQ』シリーズ、『みんなのうた』、『おかあさんといっしょ』等、主に子供向けテレビ番組のキャラクターデザイナー、アニメーターとして活躍。 その他、携帯ゲームや企業のマスコットキャラクターのデザイン、ウェブコンテンツ作成、漫画作品の執筆と、幅広く活動している。
作風はゆるキャラ系や少女キャラクターを得意とし、商業誌・自主制作ともに漫画作品を発表している。個人、および親交のあるイシデ電、岩岡ヒサエ、志村貴子、谷川史子らと「腹ペコ戦隊はしレンジャー」名義にて同人活動も行う。
2013年のNHK連続テレビ小説『あまちゃん』放送時、Twitter投稿のファンアート（通称「あま絵」）が注目される。以降、作品舞台である岩手県・東北地方とのコラボレーション作品も多数発表。

## 主な仕事

### テレビ番組
NHK
- おかあさんといっしょ - 歌のコーナーのアニメーション制作
- みんなのうた - 「HappyWeekend（歌：KONISHIKI）」のアニメーション制作
- みいつけた! - 「はじめまちおんど」アニメーション制作
- なんでもQシリーズ - キャラクターデザイン、歌のコーナーのアニメーション制作
- 西田ひかるの痛快人間伝 - キャラクターデザイン、説明のアニメーション制作
- あまちゃん - 公式コラボTシャツデザイン
- アニメドキュメント 女川中バスケ部 5人の夏 - キャラクター原案[1]
- おじゃる丸 - 放送20周年記念イラスト[2]
- 映像研には手を出すな! - 第1話エンドカード

ガイロク-番組内の再現イラスト
テレビ朝日
- やじうまワイド - マスコットキャラクター「やじお」「うまこ」のキャラクターデザイン、アニメーション制作（後継番組『やじうまプラス』のやじお・うまこはサンリオのデザインによるもの）

テレビ東京
- おはスタ - 各コーナー制作に参加。

フジテレビ
- ウゴウゴルーガ - 「さかもとさん」「てんざるくん」「ちなつのシュート!」他 アニメーション制作・キャラクターデザイン
- Flyer TV - CGアニメデザインの操作のCGキャラクター
- アインシュタイン - 説明アニメーション等の制作
- ガチャガチャポン! - エンドロールの「星占いマンガ」制作
- 近未来予報ツギクル - 説明用のマンガとアニメーション制作
- ひそねとまそたん - キャラクター原案

### 映画
- きみの声をとどけたい - キャラクター原案

### ゲーム
- のののパズルちゃいリアン（発売：任天堂 開発：クリーチャーズ、ゲームボーイアドバンス用ソフト） - キャラクターイラスト制作
- ゆるゆる劇場シリーズ（制作・開発・配信：株式会社ジー・モード、携帯電話用ゲームコンテンツ） - キャラクターデザイン、シリーズの共同プロデュース
- がるメタる!（制作・開発・発売：DMM GAMES、Nintendo Switch用ソフト） - 漫画、キャラクターイラスト制作
- 星のカービィ スターアライズ（発売：任天堂 開発：ハル研究所、Nintendo Switch用ソフト） - ゲストイラストレーター

### ウェブコンテンツ
- 少年タケシ（フジテレビ公式サイト内のオリジナルコンテンツ） - ウェブコミック『ウクレレ女子U子ちゃん』『ウクレレゆうこさん』

『ウクレレゆうこさん』はサイト更新休止につき未完となっている。
- 三石琴乃公式サイト「琴ちゃわんdeもう一杯!!」 - 制作・更新管理

### 書籍
- なすのちゃわんやき 青木俊直第一作品集（雑草社、1985年）
- 人生いろいろウゴウゴ・ルーガ てんざるくんの人生（フジテレビ出版、1994年3月） - 挿絵
- ポケモンえほん（小学館） - 挿絵
  - ピカチュウげんきでちゅう
  - ラプラスくん よかったね
  - まんまるマルマイン
  - どわすれピジョン
  - ぼくカメックスになりたいんだ
  - ピカチュウじゃないってば!（とくべつポケモンえほん）
  - ピカチュウとたんけんちゅう（とくべつポケモンえほん）
  - ヒノアラシとふしぎなあな（ポケモン金銀えほん）
  - ルギアよめざめなさい（ポケモン金銀えほん）
- キャラクターブック ラブラブランブーたん（メディアファクトリー） - 著者名表記は「アオキ トシナオ」
- なのはなフラワーズ（芳文社、まんがタイムコミックス） - 全1巻

第2巻以降は刊行されず、第1巻の内容にコミックス未収録のエピソードを加え、加筆修正してまとめたものが『なのはなフラワーズ 完全版』の名で同人誌として刊行された。
- くるみのき!（新潮社、バンチコミックス） - 全2巻
- ハードナッツ! 数学girlの恋する事件簿（アクション・コミックス）
- レイルオブライフ-青木俊直短編集-（マッグガーデンコミックス EDENシリーズ）
- ripple（KADOKAWA、『小説屋sari-sari』連載）
- 「ひそねとまそたん 名緒のそら」(2018年11月9日 KADOKAWA)[3]

#### 未単行本化（同人誌として刊行）
- 海風レイル（秋田書店『もっと!』掲載）
- スリーピース（朝日新聞出版『シンカン』連載）

#### 自主制作
以下はパブー・Kindleにて電子書籍配信。
- 南洋軽便鉄道
- ホームタウン
- メゾントキワ
- ちなつのシュート!
- 失恋処方箋
- ずんだ
- 花百景
- 夏とロボット
- SweetBrown
- えほうマキ
- 青木女学院学校案内
- セーラー服部とその他短編
- ふたりでおかわり

### その他
- JR東日本 びゅう商品券キャラクター「びゅうリップちゃん」 - キャラクターデザイン
- タカラトミーアーツ カプセルトイ「あまちゃん おら、北三陸が大好きだ! ガチャコレクション」 - イラスト
- タカラトミーアーツ カプセルトイ「妄想おねえさん」 - イラスト・キャラクターデザイン
- 漫画元気発動計画製作のスティッカムでのネットライブ番組『漫元姉っくす!』 - メインゲスト出演